# Walther Kuhn
Walther Kuhn (* 12. Januar 1930 in Göttingen; † 27. Januar 2006) war ein deutscher Mediziner. Er war Direktor der Göttinger Universitäts-Frauenklinik und Universitätsprofessor an der Medizinischen Fakultät der Universität Göttingen.

## Leben
Nach dem Abitur nahm er das medizinische Studium in Lausanne, Köln und Heidelberg auf. In der Zweiten Medizinischen Klinik der Universität Köln wandte er sich unter seinem Lehrer Josef Zander dem Fach der Inneren Medizin zu.
Als Zander nach Heidelberg ging, folgte er an die Universitäts-Frauenklinik Heidelberg. Nun qualifizierte er sich auf dem Gebiet der Gynäkologie und Geburtshilfe im Jahre 1967 mit der Befähigung zur Ausübung eines Facharztes. Die Habilitation erlangte er 1968 auf diesem Gebiet.
Als Zander nach München berufen wurde, folgte Kuhn ihm an die Erste Universitätsfrauenklinik in München, wurde dort als leitender Oberarzt tätig und anschließend als außerplanmäßiger Professor ernannt. Im Jahre 1974 wechselte er an die Göttinger Universitätsfrauenklinik, an der er bis zu seiner Emeritierung im September 1998 arbeitete. Sein Sohn Walther Kuhn arbeitet  ebenfalls auf den Gebieten der Geburtshilfe und der Behandlung von Tumoren und ist aktuell Direktor der Universitätsfrauenklinik Bonn.

## Forschungen
Kuhn widmete sich auf seinem Fachgebiet der klinischen Forschung verschiedener Problemfelder bei der Geburtshilfe. So befasste er sich speziell mit der Physiologie und Pathophysiologie der Hämostase bei der Geburt. In Zusammenarbeit mit dem Direktor der Münchner Frauenklinik der TU München Henner Graeff befasste er sich mit diesen Fragen und verfasste ein Fachbuch darüber. Hier wurde auch das Problem der Thrombose bei der Geburtshilfe und Gynäkologie behandelt.
Weiterhin befasste er sich mit Problemen der Physiologie und pharmazeutischen Behandlung des Gebärmutterhalses, der Behandlung der Wehenhemmung und der Prognosefaktoren beim fortgeschrittenen Eierstockkrebs einschließlich damit verbundenen Konzepte für eine Therapie. Weitere Forschungen betrafen die Früherkennung der Krebserkrankung der Vagina unter der Anwendung des Ultraschalls zur Früherkennung.
Die modernen Methoden der Laparoskopie unterstützte er in der Gynäkologie. Die Anwendung des Ultraschalls verwendete er in der Blutflussmessung und der Reproduktionsmedizin. Diese Forschungen und Arbeiten fanden internationale Anerkennung. So war er Mitherausgeber der Zeitschrift International Journal of Gynecology and Obstetrics und Präsident des deutschen Zweiges der International Association for Maternal and Neonatal Health (IAMANEH).

## Mitgliedschaften
Walther Kuhn bekleidete das Amt des Mitgliedes des Vorstandes der Deutsch-Französischen Gesellschaft für Gynäkologie und Geburtshilfe. Von 1993 bis 1994 war er Präsident der Deutsch-japanischen Gesellschaft für Gynäkologie und Geburtshilfe. Vom 30. Oktober bis zum 1. November 1997 leitete er als Präsident des Kongresses der Europäischen Gesellschaft für Gynäkologie in Göttingen.
Für die Aufgaben der Ausbildungshilfe und Förderung des Nachwuchses auf den Gebieten der Gynäkologie und der Geburtshilfe wirkte er im Rahmen der IAMANEH für die Entwicklungsländer.

## Auszeichnungen
- 1988: Médaille de la Ville de Paris

## Veröffentlichungen (Auswahl)
- Gerinnungsstörungen in der Geburtshilfe, mit Henner Graeff und Uwe Bleyl, 1970
- Gerinnungsstörungen in der Geburtshilfe. Pathophysiologie, Diagnostik, Therapie, mit Henner Graeff, 1977 ISBN 3-13-460502-3
- als Hrsg. mit Gerhard Grospietsch: Tokolyse mit Betastimulatoren. Indikation – Klinik – Probleme. Georg Thieme Verlag, Stuttgart / New York 1983, ISBN 3-13-633901-0.
- Armamentarium obstetricium Gottingense.: Eine historische Sammlung zur Geburtsmedizin, mit Ulrich Tröhler als Hrsg. 1987 ISBN 3-525-35874-1
- Infektionen in Geburtshilfe und Gynäkologie, mit Georg Fleckstein, 1995 ISBN 3-89412-231-5
- Neue Konzepte in der gynäkologischen Onkologie, mit Harald Meden, 1999 ISBN 3-11-016576-7

## Referenzen
- Ein biographischer Abriss über Walther Kuhn
- Walther Kuhn als Direktor der Göttinger Universitäts-Frauenklinik
- Walther Kuhn als Präsident der Deutschen Sektion der International Association of Maternal und Neonatal Health (IAMANEH)
- Gedenkveranstaltung zum Ableben von Walther Kuhn
- Walther Kuhn leitet 1997 den Kongress der Europäischen Gesellschaft für Gynäkologie in Göttingen
- Der Sohn von Walther Kuhn: Walther Kuhn jr.
- Walter Habel, Wer ist wer?, Lübeck 1993

| Personendaten    | Personendaten        |
| ---------------- | -------------------- |
| NAME             | Kuhn, Walther        |
| KURZBESCHREIBUNG | deutscher Gynäkologe |
| GEBURTSDATUM     | 12. Januar 1930      |
| GEBURTSORT       | Göttingen            |
| STERBEDATUM      | 27. Januar 2006      |